# Universo Calleja
Universo Calleja es un programa de televisión de España que se emite en la cadena española Telecinco. El programa se estrenará en 2025 y es presentado por Jesús Calleja. Finalmente verá la luz el 26 de marzo de 2025 a las 23h00 de la noche.

## Formato
Mediaset España ha anunciado el inicio de las grabaciones de Universo Calleja, una evolución del asentado Planeta Calleja. Si en este vemos en cada entrega cómo el leonés se lleva a un famoso por el mundo para sacarlo de su zona de confort y que se abra a él, en esta nueva variante toda la temporada girará en torno a un viaje con diferentes etapas y un grupo diverso de ocho famosos. Al igual que con estos tres, los cinco restantes serán viejos conocidos de Jesús Calleja que ya saben lo que es viajar con él. Esta primera temporada del programa se trasladará a Egipto e iniciará su viaje con estos tres rostros. Los demás irán incorporándose en las sucesivas etapas de la aventura. La idea es que estos famosos vivan experiencias intensas junto a Jesús Calleja que les sirvan para descubrirse entre sí y romper con las ideas preconcebidas que pudieran tener.
Entre los famosos que acompañaran al controvertido leones están Laura Escanes, Santiago Segura, José Mota, Rossy de Palma o Antonio Orozco entre otros. La ruta se iniciará en Nepal y terminará en Egipto que se desarrollaran en seis entregas.

## Audiencias y destinos

### 1.ª Temporada (2025)
| Programa | Invitad@s | Destino | Día de emisión | Audiencia         |
| -------- | --- | ------- | -------------- | ----------------- |
| 1x01 (1) | Omar Montes, Carlos Latre, Antonio Orozco, Sandra Barneda, Ágatha Ruiz de la Prada y TheGrefg                                    | Nepal   | 26/03/2025     | 1 103 000 (14,1%) |
| 1x02 (2) | Omar Montes, Carlos Latre, Antonio Orozco, Sandra Barneda, Ágatha Ruiz de la Prada y TheGrefg                                    | Nepal   | 02/04/2025     | 1 001 000 (12,6%) |
| 1x03 (3) | Omar Montes, Carlos Latre, Antonio Orozco, Sandra Barneda, Ágatha Ruiz de la Prada y TheGrefg                                    | Nepal   | 09/04/2025     | 1 003 000 (12,2%) |
| 1x04 (4) | Santiago Segura, José Mota, Laura Escanes, Mercedes Milá, Rossy de Palma, Eva Hache, Belén Rueda, David Bisbal y Rosanna Zanetti | Egipto  | 16/04/2025     | 956 000 (11,5%)   |
| 1x05 (5) | Santiago Segura, José Mota, Laura Escanes, Mercedes Milá, Rossy de Palma, Eva Hache, Belén Rueda, David Bisbal y Rosanna Zanetti | Egipto  | 23/04/2025     | 836 000 (11,3%)   |
| 1x06 (6) | Santiago Segura, José Mota, Laura Escanes, Mercedes Milá, Rossy de Palma, Eva Hache, Belén Rueda, David Bisbal y Rosanna Zanetti | Egipto  | 30/04/2025     | 849 000 (9,9%)    |

     Líder en su franja horaria.

## Audiencia media

### Universo Calleja: Temporadas
| Temporada                        | Programas | Fecha | Cadena(s) | Clasificación | Audiencia       |
| -------------------------------- | --------- | ----- | --------- | ------------- | --------------- |
| Universo Calleja (1.ª Temporada) | 6         | 2025  |           |               | 958 000 (11,9%) |